# Mitchell Duke
Mitchell Duke (n. 18 ianuarie 1991, Noul Wales de Sud, Australia) este un fotbalist australian.
Duke a debutat la echipa națională a Australiei în anul 2013.

## Statistici
| Australia | Australia | Australia |
| An        | Meciuri   | Goluri    |
| --------- | --------- | --------- |
| 2013      | 4         | 2         |
| 2019      | 2         | 0         |
| Total     | 6         | 2         |